# St. Mauritius (Langenschemmern)

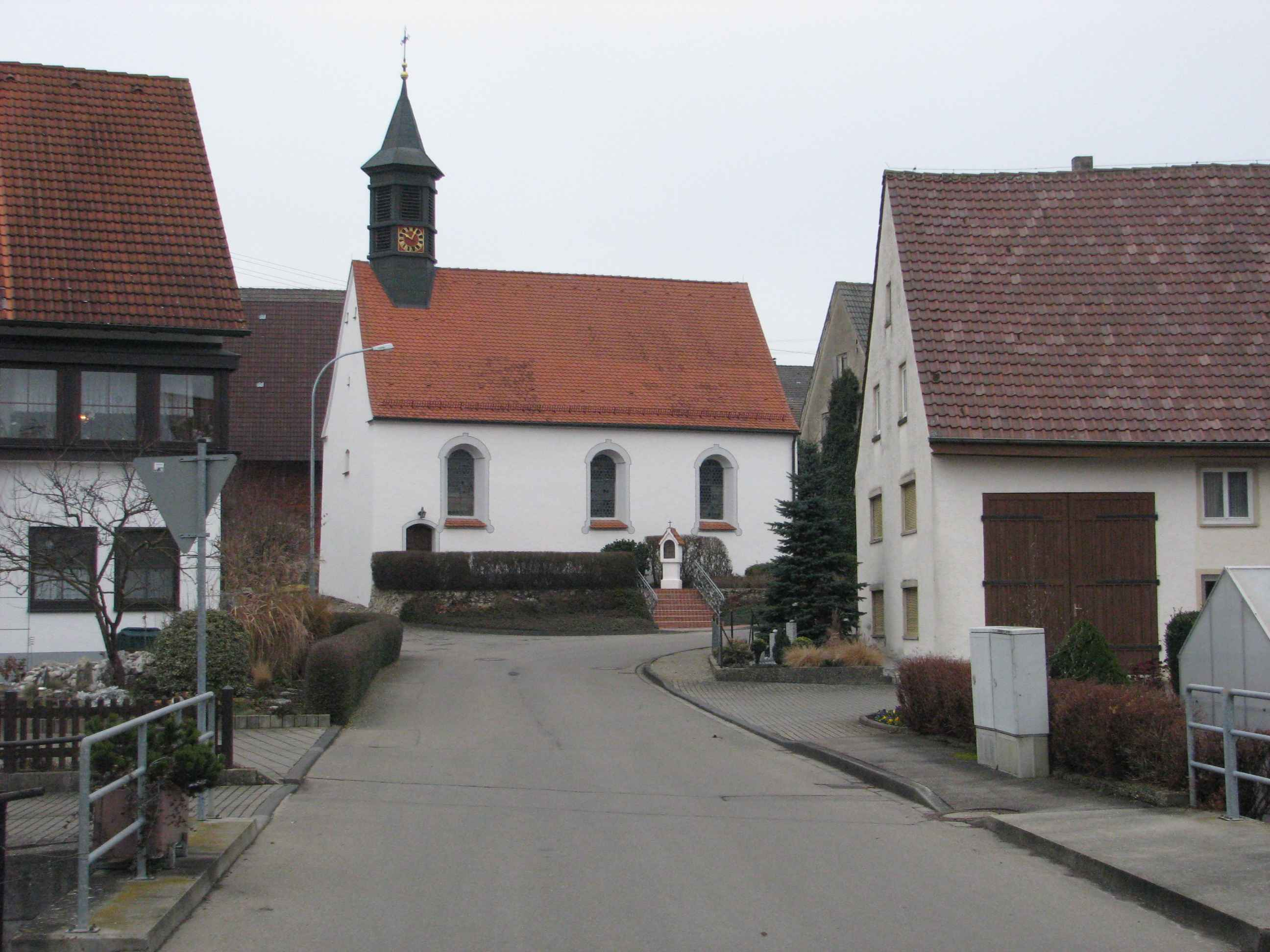
St. Mauritius in Langenschemmern

Die römisch-katholische Pfarrkirche St. Mauritius steht in Langenschemmern, einem Gemeindeteil von Schemmerhofen im Landkreis Biberach in Baden-Württemberg. Die Kirche gehört zur Diözese Rottenburg-Stuttgart. Das Bauwerk ist beim Landesamt für Denkmalpflege Baden-Württemberg als Baudenkmal eingetragen.

## Beschreibung
Das Langhaus der im Kern romanischen Saalkirche wurde, nachdem diese zu klein geworden war, nach Westen verlängert. Die Fassade wurde mehrmals umgestaltet. Auf das Satteldach wurde im Westen ein sechseckiger Dachreiter gesetzt, der die Turmuhr und den Glockenstuhl beherbergt, und mit einem Helm bedeckt. Um die alten Deckenbalken von dem Gewicht des aufgesetzten Dachreiters zu entlasten, wurde ein Träger aus Stahl eingezogen, der auf den Mauern des Langhauses aufliegt. Der Innenraum ist mit einer Kassettendecke überspannt. Die Wandmalereien entstanden um 1340.